# Chrysosoma setosum
Chrysosoma setosum är en tvåvingeart som först beskrevs av Wulp 1891.  Chrysosoma setosum ingår i släktet Chrysosoma och familjen styltflugor. Inga underarter finns listade i Catalogue of Life.